# (126315) Bláthy
(126315) Bláthy est un astéroïde de la ceinture principale.

## Description
(126315) Bláthy est un astéroïde de la ceinture principale. Il fut découvert le 13 janvier 2002 à Piszkesteto par Krisztián Sárneczky et Zsuzsanna Heiner. Il présente une orbite caractérisée par un demi-grand axe de 2,61 UA, une excentricité de 0,05 et une inclinaison de 13,1° par rapport à l'écliptique.

## Compléments